# Reünie (Snelle)
"Reünie" is een autobiografisch nummer van de Nederlandse rapper Snelle, afkomstig van zijn debuutalbum Vierentwintig. Op "Reünie" kijkt Snelle terug op pesters die het vroeger op hem gemunt hadden vanwege zijn hazenlip en kijkt hij uit naar de eerstvolgende reünie, nu hij een succesvolle rapper is.
Het nummer kreeg in Nederland extra aandacht omdat het was uitgeroepen tot Alarmschijf. Ook in België kreeg het nummer een duwtje in de rug door MNM-Big Hit te zijn. Snelle bracht het nummer ook live in de studio's van verschillende radio en tv-zenders. In twee weken tijd werd het nummer twee miljoen maal gestreamd op Spotify.

## Hitnoteringen
| Lied   | Verschijnen  | Album         | Hitlijsten | Hitlijsten | Hitlijsten  | Hitlijsten  | Hitlijsten   | Hitlijsten   | Opmerkingen                     |
| Lied   | Verschijnen  | Album         | BE (VL)    | BE (VL)    | NL (Top 40) | NL (Top 40) | NL (Top 100) | NL (Top 100) | Opmerkingen                     |
| Lied   | Verschijnen  | Album         | Piek       | Weken      | Piek        | Weken       | Piek         | Weken        | Opmerkingen                     |
| ------ | ------------ | ------------- | ---------- | ---------- | ----------- | ----------- | ------------ | ------------ | ------------------------------- |
| Reünie | 19 juli 2019 | Vierentwintig | 6          | 21         | 1           | 18          | 1            | 73           | - BRMA: goud - NVPI: 3x platina |

### NPO Radio 2 Top 2000
| Nummer met noteringen in de NPO Radio 2 Top 2000 | '19  | '20 | '21 | '22  | '23  | '24  |
| ------------------------------------------------ | ---- | --- | --- | ---- | ---- | ---- |
| Reünie                                           | 1035 | 430 | 913 | 1280 | 1573 | 1829 |

1. ↑  Een vetgedrukt getal geeft de hoogste notering aan.
2. ↑  2019 was het eerste jaar met een notering voor dit nummer.